# Krzysztof Jotko
Krzysztof Jotko (Elblag, 19 de agosto de 1989) é um lutador polonês de artes marciais mistas (MMA). Luta no Ultimate Fighting Championship, na divisão peso-médio. Ele estreou com vitória no UFC, no UFC Fight Night: Hunt vs. Pezão.

## Carreira nas artes marciais mistas

### Início de carreira
Jotko enfrentou Bojan Velickovic, no MMA Attack 3, em 27 de abril de 2013. Ele ganhou através de uma decisão majoritária, numa luta em que ambos os lutadores ganharam o prêmio de "Luta da Noite".

### Ultimate Fighting Championship
Jotko fez sua estréia na promoção diante de Bruno Santos, no UFC Fight Night 33, em 7 de dezembro de 2013. Ele ganhou a luta por decisão unânime.
Em seguida, ele enfrentou Magnus Cedenblad, no UFC Fight Night: Muñoz vs. Mousasi, em 31 de maio de 2014. Jotko perdeu a luta por finalização (guilhotina), encerrando sua série invicta.
Jotko enfrentou Tor Troéng, em 04 de outubro de 2014, no UFC Fight Night 53. Ele ganhou a luta por decisão unânime.
Jotko era esperado para enfrentar Derek Brunson, em 20 de Junho de 2015, no UFC Fight Night 69.  No entanto, Brunson foi retirado da luta em 9 de Junho, citando uma lesão na costela, e foi brevemente substituído por Uriah Hall. Três dias depois da substituição, Hall também foi retirado, pois alegou estar com problemas no visto. Por sua vez, Jotko foi removido totalmente do card.
Jotko enfrentou Scott Askham, em 24 de outubro de 2015, no UFC Fight Night: Holohan vs. Smolka. Ele ganhou a luta por decisão dividida.
Jotko enfrentou Brad Scott, em 27 de Fevereiro de 2016, no UFC Fight Night: Silva vs. Bisping. Ele ganhou a luta por decisão unânime.
Na sua próxima aparição, Jotko enfrentou Tamdan McCrory, em 18 de Junho de 2016, no UFC Fight Night: MacDonald vs. Thompson. Ele ganhou a luta por nocaute no primeiro round, e foi premiado com um bônus de Performance da Noite.
Jotko venceu Thales Leites, por decisão unânime, em 19 de Novembro de 2016, no UFC Fight Night: Gustafsson vs. Nogueira.
Em seguida, Krzysztof Jotko foi derrotado três vezes seguidas. A primeira ocorreu no UFC 211 contra o norte-americano David Branch. As outras foram para Uriah Hall e Brad Tavares, por nocaute e nocaute técnico, respectivamente. 

## Campeonatos e realizações

### Artes Marciais Mistas
- MMA Attack
  - Luta da Noite (uma vez) vs. Bojan Velickovic
- Ultimate Fighting Championship
  - Performance da Noite (uma vez) vs. Tamdan McCrory

## Cartel no MMA
| Cartel no MMA   |             |            |
| 27 lutas        | 22 vitórias | 5 derrotas |
| Por nocaute     | 6           | 2          |
| Por finalização | 1           | 1          |
| Por decisão     | 15          | 2          |

| Res.    | Cartel | Oponente              | Método                               | Evento                                  | Data       | Round | Tempo | Local                   | Notas                 |
| ------- | ------ | --------------------- | ------------------------------------ | --------------------------------------- | ---------- | ----- | ----- | ----------------------- | --------------------- |
| Vitória | 23-5   | Misha Cirkunov        | Decisão (dividida)                   | UFC Fight Night: Santos vs. Walker      | 02/09/2021 | 3     | 5:00  | Las Vegas, Nevada       |                       |
| Derrota | 22-5   | Sean Strickland       | Decisão (unânime)                    | UFC on ESPN: Reyes vs. Procházka        | 01/05/2021 | 3     | 5:00  | Las Vegas, Nevada       |                       |
| Vitória | 22-4   | Eryk Anders           | Decisão (unânime)                    | UFC on ESPN: Overeem vs. Harris         | 16/05/2020 | 3     | 5:00  | Jacksonville, Flórida   |                       |
| Vitória | 21-4   | Marc-André Barriault  | Decisão (dividida)                   | UFC 240: Holloway vs. Edgar             | 27/07/2019 | 3     | 5:00  | Edmonton, Alberta       |                       |
| Vitória | 20-4   | Alen Amedovski        | Decisão (unânime)                    | UFC Fight Night: Overeem vs. Oleinik    | 20/04/2019 | 3     | 5:00  | São Petesburgo          |                       |
| Derrota | 19-4   | Brad Tavares          | Nocaute Técnico (socos)              | UFC on Fox: Poirier vs. Gaethje         | 14/04/2018 | 3     | 2:16  | Glendale, Arizona       |                       |
| Derrota | 19-3   | Uriah Hall            | Nocaute (socos)                      | UFC Fight Night: Rockhold vs. Branch    | 16/09/2017 | 2     | 2:25  | Pittsburgh, Pensilvânia |                       |
| Derrota | 19-2   | David Branch          | Decisão (dividida)                   | UFC: 211: Miocic vs. Dos Santos II      | 13/05/2017 | 3     | 5:00  | Dallas, Texas           |                       |
| Vitória | 19-1   | Thales Leites         | Decisão (unânime)                    | UFC Fight Night: Nogueira vs. Bader II  | 19/11/2016 | 3     | 5:00  | São Paulo               |                       |
| Vitória | 18-1   | Tamdan McCrory        | Nocaute (socos)                      | UFC Fight Night: MacDonald vs. Thompson | 18/06/2016 | 1     | 0:59  | Ottawa, Ontário         | Performance da Noite. |
| Vitória | 17-1   | Brad Scott            | Decisão (unânime)                    | UFC Fight Night: Silva vs. Bisping      | 27/02/2016 | 3     | 5:00  | Londres                 |                       |
| Vitória | 16-1   | Scott Askham          | Decisão (dividida)                   | UFC Fight Night: Holohan vs. Smolka     | 24/10/2015 | 3     | 5:00  | Dublin                  |                       |
| Vitória | 15-1   | Tor Troéng            | Decisão (unânime)                    | UFC Fight Night: Nelson vs. Story       | 04/10/2014 | 3     | 5:00  | Estocolmo               |                       |
| Derrota | 14-1   | Magnus Cedenblad      | Finalização (guilhotina)             | UFC Fight Night: Muñoz vs. Mousasi      | 31/05/2014 | 2     | 4:59  | Berlim                  |                       |
| Vitória | 14-0   | Bruno Santos          | Decisão (unânime)                    | UFC Fight Night: Hunt vs. Pezão         | 07/12/2013 | 3     | 5:00  | Brisbane                |                       |
| Vitória | 13-0   | Bojan Velickovic      | Decisão (majoritária)                | MMA Attack 3                            | 27/04/2013 | 3     | 5:00  | Spodek                  | Luta da Noite.        |
| Vitória | 12-0   | Martin Zawada         | Decisão (dividida)                   | Fight Night Merseburg 5                 | 08/09/2012 | 3     | 5:00  | Merseburg-Querfurt      |                       |
| Vitória | 11-0   | Fabian Loewke         | Finalização (mata leão)              | Fight Night Merseburg 5                 | 08/09/2012 | 2     | 1:12  | Merseburg-Querfurt      |                       |
| Vitória | 10-0   | Damir Hadžović        | Decisão (unânime)                    | MMA Attack 2                            | 27/04/2012 | 3     | 5:00  | Poznań                  |                       |
| Vitória | 9-0    | Tomasz Kondraciuk     | Finalização (socos)                  | X Fight Series: Night of Champions 3    | 04/02/2012 | 2     | 4:08  | Międzychód              |                       |
| Vitória | 8-0    | Krzysztof Sadecki     | Decisão (unânime)                    | Pro Fight 6                             | 04/06/2011 | 3     | 5:00  | Włocławek               |                       |
| Vitória | 7-0    | Michal Lutka          | Nocaute Técnico (socos)              | Fight Club Koszalin                     | 14/05/2011 | 1     | 3:09  | Koszalin                |                       |
| Vitória | 6-0    | Oskar Slepowronski    | Nocaute Técnico (interrupção médica) | Chelm Fight Night                       | 09/04/2011 | 1     | 4:09  | Chełm                   |                       |
| Vitória | 5-0    | Shamil Ilyasov        | Nocaute Técnico (socos)              | ZSSC: Martial Arts Night 4              | 26/02/2011 | 1     | N/A   | Ząbkowice Śląskie       |                       |
| Vitória | 4-0    | Przemyslaw Truszewski | Nocaute Técnico (interrupção médica) | ZSSC: Martial Arts Night 4              | 26/02/2011 | 2     | N/A   | Ząbkowice Śląskie       |                       |
| Vitória | 3-0    | Lukasz Nikolajczyk    | Decisão (unânime)                    | ZSSC: Martial Arts Night 4              | 26/02/2011 | 2     | 5:00  | Ząbkowice Śląskie       |                       |
| Vitória | 2-0    | Maciej Browarski      | Decisão (unânime)                    | Black Dragon: Fight Show                | 20/11/2010 | 2     | 5:00  | Andrychów               |                       |
| Vitória | 1-0    | Robert Balicki        | Decisão (unânime)                    | Pro Fight 5                             | 08/06/2010 | 2     | 5:00  | Wrocław                 |                       |